# Doctor Sivana
Doctor Thaddeus Bodog Sivana is een fictieve superschurk uit de strips van DC Comics. Hij verscheen voor het eerst in Whiz Comics #2 (februari 1940), bedacht door C. C. Beck en Bill Parker en uitgeven door Fawcett Comics. Dr. Sivana werd al snel structureel de vijand van Captain Marvel, een rol die hij tot nu toe heeft weten te houden in DC Comics die de rechten op het personage overnam van Fawcett. In 2009 werd Dr. Sivana op IGN gerangschikt als 82e Greatest Comics Book Villain of All Time.
In 2019 verscheen Doctor Sivana in de film Shazam!. Het personage wordt gespeeld door Mark Strong.

## Achtergrond
Doctor Sivana is een kale gestoorde professor met een voorliefde voor het ontwikkelen van ongebruikelijke technologieën. Hij maakt Captain Marvel en diens Marvel Family vaak het leven zuur, maar wordt meestal gedwarsboomd in zijn plannen. Hij bedacht ook de beledigende naam Big Red Cheese om te verwijzen naar Captain Marvel. Taddeus Bodog Sivana werd in 1892 geboren en begon met de beste bedoelingen. Hij was een van Europa's beste wetenschappers met vooruitstrevende wetenschappelijke ideeën, die de industrie radicaal konden veranderen, maar steeds werd afgewezen door iedereen, die hij maar benaderde. Uitgelachen door mensen, die zijn uitvindingen onpraktisch en zijn wetenschap nep noemden, werd hij met de jaren steeds bitterder, totdat hij uiteindelijk voor het slechte pad koos.

## Publicatie
- In meer dan de helft van alle verhalen van Captain Marvel Golden Age Comics (1940-1955)
- De 12-delige stripreeks Crisis on Infinite Earths (1985/1986)
- De graphic novel The Power of Shazam! (1994)
- De stripverhalen van Outsiders #13-15 (augustus-oktober 2004)
- De 7-delige stripreeks Infinite Crisis (2005)
- De stripserie van 52 (2006-2007)
- Op de cover van Justice League #13 (vol.2)
- De 7-delige stripreeks Final Crisis (2008)
- De stripreeks The New 52 (2011)
- In het vijfde deel van The Multiversity (december 2014)

## Krachten en mogelijkheden
Hij heeft intellect op intellectueel niveau. Bovendien kan hij magie zien met zijn linkeroog. Hij ontdekte ooit een wiskundige formule waarmee hij door muren en vaste voorwerpen heen kan lopen, waardoor het bijna onmogelijk werd hem gevangen te nemen.

## In andere media

### Televisie
- Doctor Sivana verscheen in de aflevering "The Magnetic Telescope" van de animatieserie Superman uit 1941, ingesproken door Bud Collyer.
- Hij verscheen in de televisieserie Legends of the Superheroes uit 1979, gespeeld door Howard Morris.
- Hij was in 1981 regelmatig de schurk te zien in de animatieserie The Kid Super Power Hour with Shazam!, ingesproken door Alan Oppenheimer.
- En in de animatieserie Batman: The Brave and the Bold uit 2008, ingesproken door Jim Piddock.

### Film
- Doctor Sivana verscheen in 2015 in de animatiefilm Justice League: Gods and Monsters, ingesproken door Daniel Hagen.
- In 2019 verscheen hij in de live-actionfilm Shazam!, gespeeld door Mark Strong, als de hoofdschurk.
- In 2023 verscheen hij in de live-actionfilm Shazam! Fury of the Gods, gespeeld door Mark Strong, als een cameo.

### Computerspel
- Doctor Sivana wordt vermeld in het actiespel Batman: The Brave and the Bold uit 2010.
- Hij verscheen in het actiespel DC Universe Online uit 2011, ingesproken door Matt Hislope.